# 튀김옷 커틀릿

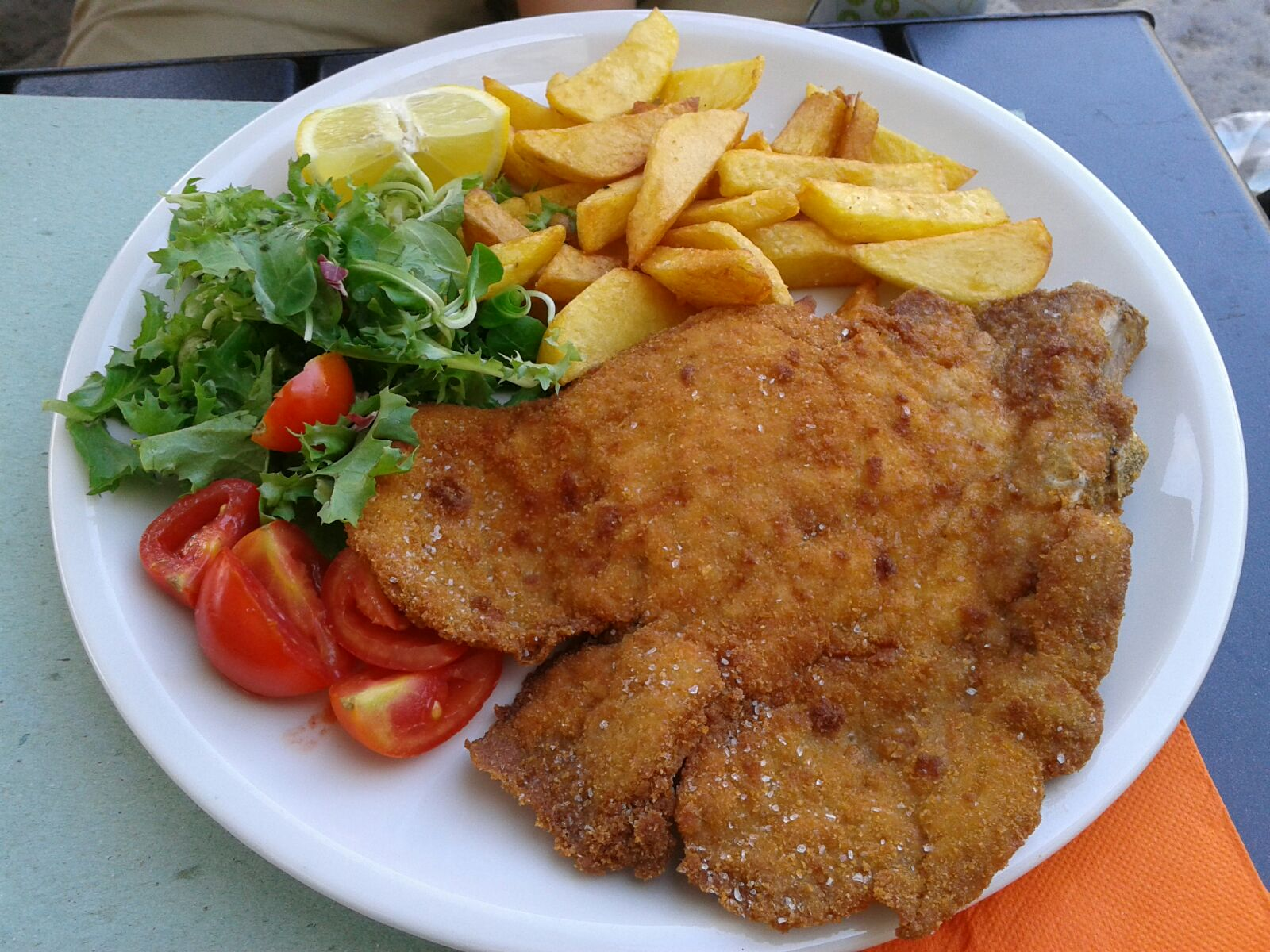
코톨레타 알라 밀라네세

튀김옷 커틀릿(breaded cutlet)은 튀김옷을 입힌 뒤 튀겨 만드는 커틀릿의 한 종류이며, 독일의 슈니첼, 이탈리아의 밀라네자와 스칼로핀과 코톨레타, 폴란드의 코틀레트 스하보비, 일본의 돈카쓰, 한국의 돈가스 등이 있다.

## 같이 보기
- 커틀릿
- 돈가스
- 돈카쓰